# Rajmund Aschenbrenner
Rajmund Wiesław Aschenbrenner ps. „Krzak“ (ur. 7 listopada 1926 w Sandomierzu, zm. 2 lipca 2020 w Tarnobrzegu) – polski prawnik i działacz kombatancki, żołnierz Armii Krajowej, w 1990 przewodniczący Prezydium Wojewódzkiej Rady Narodowej w Tarnobrzegu.

## Życiorys
Urodził się 7 listopada 1926 w Sandomierzu. Podczas II wojny światowej uczęszczał na tajne komplety, za co został aresztowany jesienią 1943 roku i przez kilka dni przetrzymywany wraz z jego profesorami i innymi uczniami na sandomierskim zamku. W 1944 roku dołączył do Armii Krajowej.
W 1947 roku zdał maturę i rozpoczął studia prawnicze na Uniwersytecie Wrocławskim. Po studiach zamieszkał w Tarnobrzegu, gdzie przez ponad 60 lat pracował jako prawnik, broniąc m.in. działaczy „Solidarności” podczas stanu wojennego. Był też pełnomocnikiem krewnych ofiar w tzw. sprawie połanieckiej. Od marca do kwietnia 1990 ostatni przewodniczący Prezydium Wojewódzkiej Rady Narodowej w Tarnobrzegu. Po 1989 roku wstąpił do Światowego Związku Żołnierzy Armii Krajowej, w którym prezesował lokalnym i wojewódzkim strukturom organizacji.
Zmarł 2 lipca 2020 roku w Tarnobrzegu.

## Odznaczenia
- Krzyż Kawalerski Orderu Odrodzenia Polski
- Złoty Krzyż Zasługi
- Srebrny Krzyż Zasługi
- Krzyż Armii Krajowej
- Sigillum Civis Virtuti (2012)
- Wpis do księgi zasłużonych dla województwa tarnobrzeskiego (1989)